# 彬桥乡
彬桥乡，是中华人民共和国广西壮族自治区崇左市龙州县下辖的一个乡镇级行政单位。

## 行政区划
彬桥乡下辖以下地区：
红岭村、清明村、岜苗村、念读村、彬桥村、垌旦村、彬迎村、青山村、俸村、绕秀村、安镇村、安民村和广西亚热带作物研究所实验站社区。